# ریکی دی
ریکی دی (انگلیسی: Ricky D؛ زاده ۱۸ مارس ۱۹۸۵) یک کارگردان پورنوگرافی اهل ایالات متحده آمریکا است.